# Villagonzalo de Tormes (kommunhuvudort)
Villagonzalo de Tormes är en kommunhuvudort i Spanien. Den ligger i provinsen Provincia de Salamanca och regionen Kastilien och Leon, i den centrala delen av landet, 160 km väster om huvudstaden Madrid. Villagonzalo de Tormes ligger 804 meter över havet och antalet invånare är 233.
Terrängen runt Villagonzalo de Tormes är platt. Runt Villagonzalo de Tormes är det glesbefolkat, med 11 invånare per kvadratkilometer. Närmaste större samhälle är Salamanca, 16,4 km nordväst om Villagonzalo de Tormes. Trakten runt Villagonzalo de Tormes består till största delen av jordbruksmark.